# Patos (tiểu vùng)
Patos là một tiểu vùng thuộc bang Paraíba, Brasil. Tiều vùng này có diện tích 2484 km², dân số năm 2007 là 116418 người.